# 좁은 문
《좁은 문》(프랑스어: La Porte Étroite, 영어: Strait is the Gate)은 앙드레 지드가 지은 심리소설이다.

## 상세
작가의 자전적 요소가 짙은 작품으로 여주인공 알리사는 작가의 외사촌누나이며 뒤에는 아내가 된 마들렌의 영상(影像)을 많이 찾아볼 수 있다. 알리사는 사촌동생 제롬과의 지상에서의 사랑을 단념하고 ‘힘을 다하여 좁은 문으로 들어가는’ 천국에서의 영혼합일을 꿈꾼다. 그녀가 이러한 생각을 품게 된 것은 모친의 불륜을 보아버린 절망감 때문이었으나 그녀의 동생 줄리에트가 제롬을 사모하고 있음을 알게 된 데서 오는 자기 희생 때문이기도 했다.
그러나 이 고행(苦行)은 알리사에게 힘에 겨운 일이었다. 그녀는 이윽고 ‘덕(德)’과 천국과 신에 대한 신앙까지 잃고 요양원에서 패배의 짧은 일생을 마치지 않으면 안 되었다.
제롬은 어릴 때부터 2년 연상의 사촌누나 알리사에게 마음을 빼앗기고 있다. 두 사람을 연결하고 있는 감정에는 신비적인 것이 섞여 있다. 이윽고 알리사는 그녀의 동생 줄리에트가 마찬가지로 제롬을 사랑하고 있다는 것을 알게 된다. 줄리에트는 언니의 행복을 위하여 자신의 사랑을 단념하고, 연상의 구혼자와 결혼하고 만다.
알리사는 단지 침묵을 지킬 뿐으로 제롬을 피하게 된다. 알리사는 사촌 남동생 제롬과의 지상에서의 사랑을 단념하고, 힘을 다하여 좁은 문으로 들어가는 천국에서의 영혼 합일을 꿈꾼다. 이러한 알리사의 태도에 제롬은 절망하게 된다.
3년 동안 떨어져 있던 그녀는 완전히 변해 있었다. 그는 그녀에게 애정을 되살리도록 말하지만 “안녕, 지금이 시작이에요…무엇보다도 좋은 일은”이라고 말하며 제롬을 문 밖으로 나가게 한다. 그로부터 1개월 후에 알리사는 죽는다.
그녀의 일기가 남겨져, 그 속에서 그녀의 고통스러운 비밀이 알려진다. 알리사는 제롬을 사랑하고 있었으나, 또 한편으로는 완전한 그리스도교도가 되려는 것으로서, 그러한 완전이란 사랑을 물리침으로써 비로소 얻어지는 것이라는 확신을 가지고 있었다. 결국, 알리사가 찾고 있었던 것은 그녀 자신의 행복보다도 제롬의 행복이었던 것이다. 이리하여, 제롬을 자기 자신에게 떼어놓음으로써 성서에서 말하는 어떤 두 사람이 함께 들어갈 수 없는 ‘좁은문’쪽으로 그 한 사람만이 들어가는 것을 보고 싶은 바람이었던 것이다.
일견 감미로운 이 연애소설에는 청교도적 신비주의에 대한 통열한 조롱이 숨겨져 있고 관능 및 환락의 추구가 좌절된 ‘배덕자’의 비극과 극단적인 대조를 이루는 하나의 비극이 묘사되어 있다.